# Sticky Balls
『Sticky Balls』（スティッキーボールズ）は、2005年5月24日にタイガー・テレマティクスより発売されたGizmondo専用アクションパズルゲームソフトである。2014年5月24日にiOS版もリリースされた。

## 開発
開発開始当初はZed Twoという会社がWindows CEで動作するPocket PC用のゲームとして開発していたが、同社がWarthog社に買収されたことにより、プラットフォームをPlayStation Portableへと変更しサードパーティーのソフトとして発売する予定であった。しかし再度の買収で最終的にWarthog社がタイガー・テレマティクスに買収されたことにより、同社で開発されていた携帯型ゲーム機のGizmondo専用ソフトとして開発される事となり、ファーストパーティーのソフトとして2005年に発売されるに至った。
同ゲーム機が北米と欧州でしか発売されていないため、本ソフトも北米と欧州のみでの販売ではある。
タイガー・テレマティクス解散後の2014年にFast Pixel Games Ltd社よりiOS版がリリースされ、全世界でプレイが可能となった。

## ゲーム内容
粘着質なボールの意であるスティッキーボールを他の同様のボールへ撃ち、壁へのバウンドなどを駆使して点数を獲得する内容である。